# Prosoplus trobriandensis
Prosoplus trobriandensis là một loài bọ cánh cứng trong họ Cerambycidae.